# Molluskocystis pterotracheae
Molluskocystis pterotracheae is een soort in de taxonomische indeling van de Myzozoa, een stam van microscopische parasitaire dieren. Het organisme komt uit het geslacht Molluskocystis en behoort tot de familie Gregarinidae. Molluskocystis pterotracheae werd in 1979 ontdekt door Levine.